# Дуэ-Нор-Эст

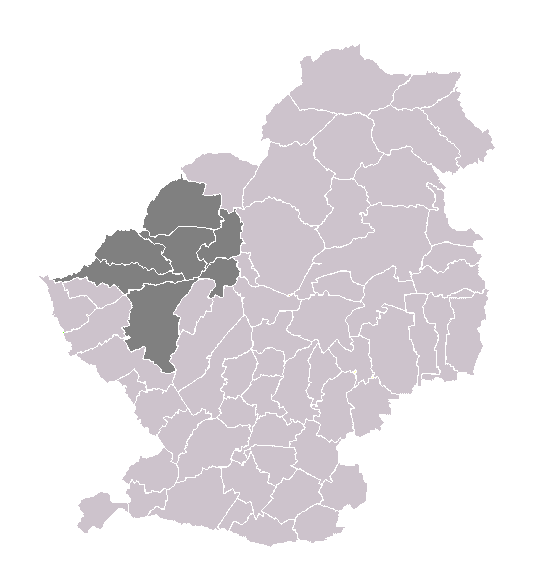
Кантон Дуэ-Нор-Эст в составе округа

Дуэ-Нор-Эст (фр. Douai-Nord-Est) — упраздненный кантон во Франции, находился в регионе Нор — Па-де-Кале, департамент Нор. Входил в состав округа Дуэ.
В состав кантона входили коммуны (население по данным Национального института статистики за 2011 г.):
- Дуэ (6 807 чел.) (частично)
- Оби (7 498 чел.)
- Раш (2 722 чел.)
- Рембокур (4 100 чел.)
- Роос-Варанден (6 157 чел.)
- Флер-ан-Эскребьё (5 697 чел.)

## Экономика
Структура занятости населения (без учета города Дуэ):
- сельское хозяйство — 0,7 %
- промышленность — 24,2 %
- строительство — 8,6 %
- торговля, транспорт и сфера услуг — 40,1 %
- государственные и муниципальные службы — 26,3 %

Уровень безработицы (2010) - 16,3 % (Франция в целом - 12,1 %, департамент Нор - 15,5 %). 

Среднегодовой доход на 1 человека, евро (2010) - 18 560 (Франция в целом - 23 780, департамент Нор - 21 164).

## Политика
Жители кантона устойчиво симпатизируют «левым». На президентских выборах 2012 г. они отдали в 1-м туре Франсуа Олланду 29,9 % голосов против 26,4 % у Марин Ле Пен и 18,3 % у Николя Саркози, во 2-м туре в кантоне победил Олланд, получивший 59,9 % голосов (2007 г. 1 тур: Сеголен Руаяль - 25,9 %, Саркози - 24,1 %; 2 тур: Руаяль - 53,9 %). На выборах в Национальное собрание в 2012 г. по 17-му избирательному округу жители кантона поддержали действующего депутата, кандидата Левого фронта Марка Доле, набравшего 28,5 % голсоов в 1-м туре и победившего без борьбы во 2-м туре. (2007 г. Марк Доле (Левая партия): 1 тур - 43,0 %, 2-й тур - 63,8 %). На региональных выборах 2010 года больше всего голосов — 25,7 % — в 1-м туре собрал список социалистов, коммунисты заняли второе место с 20,6 %, Национальный фронт — третье с 20,5 %, а правые во главе с СНД — только четвертое (14,3 %); во 2-м туре единый «левый список» с участием социалистов, коммунистов и «зеленых» во главе с Президентом регионального совета Нор-Па-де-Кале Даниэлем Першероном получил 55,4 % голосов, Национальный фронт Марин Ле Пен занял второе место с 25,3 %, а «правый» список во главе с сенатором Валери Летар с 19,3 % финишировал третьим.
|  | Кандидат     | Партия                  | % голосов |
|  | ------------ | ----------------------- | --------- |
|  | Эрик Шартон  | Социалистическая партия | 61,78     |
|  | Стефани Кока | Национальный фронт      | 38,22     |

|  | Кандидат    | Партия                    | % голосов |
|  | ----------- | ------------------------- | --------- |
|  | Эрик Шартон | Социалистическая партия   | 58,82     |
|  | Жак Перо    | Союз за народное движение | 41,18     |